# Liste der Kulturdenkmäler in Arenborn
Die folgende Liste enthält die in der Denkmaltopographie ausgewiesenen Kulturdenkmäler auf dem Gebiet des Ortsteils Arenborn der Gemeinde Wesertal, Landkreis Kassel, Hessen.
Hinweis: Die Reihenfolge der Denkmäler in dieser Liste orientiert sich an der Anschrift, alternativ ist sie auch nach der Bezeichnung oder der Bauzeit sortierbar.
Kulturdenkmäler werden fortlaufend im Denkmalverzeichnis des Landes Hessen durch das Landesamt für Denkmalpflege Hessen auf Basis des Hessischen Denkmalschutzgesetzes (HDSchG) geführt. Die Schutzwürdigkeit eines Kulturdenkmals hängt nicht von der Eintragung in das Denkmalverzeichnis des Landes Hessen oder der Veröffentlichung in der Denkmaltopographie ab.

## Arenborn
| Bild            | Bezeichnung                           | Lage                  | Beschreibung | Bauzeit | Daten |
| --------------- | ------------------------------------- | --------------------- | ------------ | ------- | ----- |
| Bild gesucht BW | Gesamtanlage Arenborn                 | Lage                  |              |         |       |
| Bild gesucht BW | Dorfschmiede                          | Ahornweg Lage         |              |         |       |
| Bild gesucht BW | Fachwerkrähmbau Am Graben 3           | Am Graben 3 Lage      |              |         |       |
| Bild gesucht BW | Wohnwirtschaftsgebäude Kastanienweg 2 | Kastanienweg 2 Lage   |              |         |       |
| Bild gesucht BW | Flurquerdielenhaus Kastanienweg 4     | Kastanienweg 4 Lage   |              |         |       |
| Bild gesucht BW | Hofanlage Kirchweg 2                  | Kirchweg 2 Lage       |              |         |       |
| Bild gesucht BW | Fachwerkhaus Kirchweg 3               | Kirchweg 3 Lage       |              |         |       |
| Bild gesucht BW | Fachwerkhaus Kirchweg 4               | Kirchweg 4 Lage       |              |         |       |
| Bild gesucht BW | Fachwerkhaus Kirchweg 5               | Kirchweg 5 Lage       |              |         |       |
| Bild gesucht BW | Fachwerkhaus Kirchweg 7               | Kirchweg 7 Lage       |              |         |       |
| Bild gesucht BW | Wohnhaus einer Hofanlage Torweg 2     | Torweg 2 Lage         |              |         |       |
| Bild gesucht BW | Wohnhaus einer Hofanlage Torweg 7     | Torweg 7 Lage         |              |         |       |
| Bild gesucht BW | Hofanlage Zu den Eichen 1             | Zu den Eichen 1 Lage  |              |         |       |
| weitere Bilder  | Evangelische Filialkirche             | Zu den Eichen 4 Lage  |              |         |       |
| Bild gesucht BW | Fachwerkgartenhaus Zu den Eichen 12   | Zu den Eichen 12 Lage |              |         |       |